# Угвунагбо
Угвунагбо (англ. Ugwunagbo) — одна із 17 територій місцевого управління штату Абія, Нігерія.
Адміністративний центр — місто Угвунагбо.
Площа — 108 км2. Чисельність населення — 82 618 осіб (станом на 2006 рік).